# Макклинток, Элизабет Мэй
Элизабет Мэй Макклинток (англ. Elizabeth May McClintock; 1912, Лос-Анджелес, США — 19 октября 2004, Санта-Роза) — американский ботаник.
Родилась в Лос-Анджелесе и выросла неподалеку от гор Сан-Хасинто. Получила степень бакалавра и степень магистра в Калифорнийском университете в Лос-Анджелесе и степень кандидат наук по ботанике в Мичиганском университете. Специализировалась на таксономии цветочных растений, особенно на тех, что растут в Калифорнии. Задокументировала инвазионные виды растений в Калифорнии, и обобщила информацию о токсичности ядовитых растений, которые культивируются в штате.
С 1941 до 1947 года служила ботаником гербария в Калифорнийском университете в Лос-Анджелесе. С 1949 до выхода на пенсию в 1977 году занимала должность куратора кафедры ботаники в Калифорнийской академии наук. Также была сотрудником Гербария в Калифорнийском университете в Беркли и сотрудничала с проектом «The Jepson Manual».
Умерла в 2004 году в доме «Hanna House» в городе Санта-Роза в возрасте 92 лет.